# سوگوت
سوگوت (به ترکی استانبولی: Söğüt) تلفظ اصلی سُئوت، شهری است در کشور ترکیه که در استان بیلجیک واقع شده‌است. جمعیت این شهر بر اساس سرشماری سال ۲۰۰۸ میلادی ۱۲٬۷۵۵ نفر و بر اساس برآوردهای سال ۲۰۰۹ میلادی ۹٬۷۴۹ نفر می‌باشد.
بعدها با به قدرت رسیدن عثمان شاه  معروف به عثمان اول، موسس و نخستین سلطان پادشاهی عثمانی، این شهر به اولین پایتخت عثمانی در اوایل سده چهاردهم میلادی انتخاب شد.